# Lozon
Lozon – miejscowość i dawna gmina we Francji, w regionie Normandia, w departamencie Manche. W 2013 roku jej populacja wynosiła 303 mieszkańców. 
W dniu 1 stycznia 2016 roku z połączenia dwóch ówczesnych gmin – Lozon oraz Marigny – utworzono nową gminę Marigny-le-Lozon. Siedzibą gminy została miejscowość Marigny. 